# Sant Miquel de Fonogedell
Sant Miquel de Fonogedell és una església romànica del municipi de Casserres, al Berguedà, inclosa en l'Inventari del Patrimoni Arquitectònic de Catalunya.

## Descripció
Església romànica d'una sola nau coberta amb volta de canó de pedra, amb un petit absis a llevant. És una construcció força austera, sense ornamentació de cap tipus. El parament és de carreus de pedra d'una mida mitjana, disposats en filades i més o menys ben escairats. La porta d'accés originàriament es trobava al mur de migdia però ara està tapiada. La coberta és a dues aigües amb teula àrab. L'edifici romànic original ha sofert moltes modificacions. El campanar d'espadanya, la porta de ponent o el mateix pòrtic, així com la sagristia oberta a tramuntana, són molt posteriors. El cor, als peus del recinte, també modifica substancialment el seu aspecte primitiu. El seu interior està totalment enguixat.
S'hi arriba per una pista que surt de Casserres, a l'esquerra, hi ha uns 5 km fins a l'església.

## Història
Situada dins l'antic comtat de Berga, l'església de Sant Miquel de Fonogedell fou durant un curt període de la seva història església parroquial i propietat del monestir urgellenc de Sant Sadurní de Tavèrnoles. La primera notícia de l'església és de 1003 quan el bisbe d'Urgell confirmà els delmes i les primícies de Fonogedell a la parroquial de Sant Pau de Casserres. L'any 1040 figura com a parròquia independent del monestir de Tavèrnoles, però al segle xiii tornà a dependre de Casserres.